# Herrania mariae
Herrania mariae är en malvaväxtart som först beskrevs av C. Martius, och fick sitt nu gällande namn av Decaisne och Justin Goudot. Herrania mariae ingår i släktet Herrania och familjen malvaväxter. Utöver nominatformen finns också underarten H. m. putumayonis.